# Manus (агент ШІ)
Manus ("рука" у перекладі з латинської) — це автономний агент штучного інтелекту, розроблений стартапом Monica з Сінгапуру. Агент призначений для самостійного виконання складних онлайн-завдань без прямого/безперервного людського керівництва.

## Історія
Manus було засновано для створення агентів штучного інтелекту, здатних працювати самостійно, на основі моделей великих мов програмування (LLM). Офіційний запуск Manus 6 березня 2025 року привернув міжнародну увагу. Експерти та ЗМІ назвали Manus значним досягненням, оскільки він міг автономно виконувати складні завдання, включаючи написання та розгортання коду, без прямого втручання людини.

## Продуктивність
Manus заявлений як повністю автономний агент штучного інтелекту, призначений для виконання таких завдань, як створення вебсайтів, аналіз запасів, планування подорожей та управління розкладом. На практиці Manus може складати списки, шукати властивості та висувати кандидатів, іноді показуючи кращі результати, ніж конкуренти, такі як ChatGPT DeepResearch, у певних завданнях, але він вимагає втручання користувача для платних доступів та капч і може займати більше часу, причому час виконання завдань коливається від 30 хвилин до понад години. Його прозорість, що відображає процес через бічну панель, робить його доступним для користувачів незалежно від досвіду програмування, і він працює асинхронно в хмарі, дозволяючи виконувати завдання без постійного нагляду. Але він стикається з проблемами стабільності системи, включаючи збої та перевантаження сервера за високого навантаження, що призводить до збоїв завдань та вищого рівня збоїв, ніж деякі альтернативи. Хоча Manus визнаний за свої можливості та вважається деякими інноваційним, він зазнав критики за потенційну можливість бути обгорткою наявних моделей та за свій маркетинговий підхід, оскільки проблеми з серверами та обмежена доступність викликають питання.

## Антиукраїнська позиція
Manus досить довгий час не працював в Україні, але працював у РФ.
З 18 липня Manus працює в Україні.